# Paseka (Březová)
Paseka (německy Schwand) je zaniklá osada, dříve část obce Březová v okrese Sokolov v Karlovarském kraji. Nacházela se v nadmořské výšce okolo 700 m ve svahu nad levým břehem Rychnovského potoka v severozápadní části Slavkovského lesa, přibližně 2 km VJV od Březové. Německé pojmenovaní vyjadřovalo místo vyklučeného lesy, tedy paseku. Český název dostala osada v roce 1947.
Paseka (Paseka u Březové) je také název katastrálního území o rozloze 2,69 km2.

## Historie
Nejstarší písemný zápis o osadě se objevuje v roce 1454 v seznamu leuchtenberských lén. Ve šlikovském urbáři z roku 1525 je v osadě uváděno osm hospodářů. Osada tehdy spadala do loketského panství a v roce 1553 přešla do držení Šliků. Po bitvě na Bílé hoře byly majetky Šlikům zabaveny a v roce 1625 osadu od fiskusu odkoupili Nosticové, kteří tehdy sídlili na sokolovském zámku. V roce 1847 se v osadě uvádí 13 domů s 92 obyvateli, v roce 1898 13 domů s 81 obyvateli. Obec však nebyla nikdy samostatná, v letech 1850 až 1945 spadala pod obec Lobzy. Po skončení druhé světové války došlo k odsunu německého obyvatelstva a do vyprázdněné osady už nepřišli noví přistěhovalci, ale jen vojáci.
Osud osady byl zpečetěn v roce 1947, když v průběhu roku 1947 začala armáda ve Slavkovském lese s obsazováním území, které hodlala využít pro vojenské účely, aniž by vyčkala rozhodnutí tehdejší vlády.
Osada se octla na území nově vzniklého Vojenského výcvikového prostoru Prameny a v letech 1947 až 1953 byl obyvatelstvu umožněn přístup pouze na zvláštní povolení. Veškeré domy byly armádou zničeny a jejich zbytky pohltila během dalších let příroda.
Dnes bývalou osadu Paseky, kromě několika zavalených kamenných sklepů, připomíná památný strom Pasecká lípa, který roste přibližně ve středu bývalé osady a památný strom Lípa na Paseckém vrchu na pastvinách nad zaniklou osadou.

## Obyvatelstvo
Při sčítání lidu v roce 1921 zde žilo 68 obyvatel, všichni německé národnosti, kteří se hlásili k římskokatolické církvi.
| Rok            | 1869 | 1880 | 1890 | 1900 | 1910 | 1921 | 1930 | 1950 | 1961 | 1970 | 1980 | 1991 | 2001 | 2011 |
| -------------- | ---- | ---- | ---- | ---- | ---- | ---- | ---- | ---- | ---- | ---- | ---- | ---- | ---- | ---- |
| Počet obyvatel | 79   | 79   | 81   | 71   | 71   | 68   | 73   | –    | –    | –    | –    | –    | –    | –    |
| Počet domů     | 14   | 13   | 13   | 13   | 13   | 13   | 12   | –    | –    | –    | –    | –    | –    | –    |